# Джурово
Джу́рово (болг. Джурово) — село в Софійській області Болгарії. Входить до складу общини Правець.

## Населення
За даними перепису населення 2011 року у селі проживали 1112 осіб.
Національний склад населення села:
| Національність   | Кількість осіб | Відсоток |
| ---------------- | -------------- | -------- |
| цигани           | 681            | 61,4%    |
| болгари          | 427            | 38,5%    |
| Всього відповіли | 1110           |          |

Розподіл населення за віком у 2011 році:
Динаміка населення: